# Paralola buresi
Paralola buresi – gatunek kosarza z rodziny Phalangodidae. Występuje endemicznie w Bułgarii. Biologia gatunku nie jest znana.
Z powodu zamieszkiwanego środowiska Paralola buresi nie posiada oczu, ciało zaś jest zdepigmentowane. Spokrewniony z rodzajem Lola.
Zasięg występowania
Zamieszkuje jaskinie wschodniej części pasma górskiego Stara Płanina. Wiadome jest, że zasiedla jaskinie Temnata dupka, Zidanka, Svinskata i Kozarskata, jednak dokładna ich liczba nie jest znana. Przebywa głównie na dnie jaskiń w wilgotnych miejscach.
Status zagrożenia
Gatunek nieklasyfikowany przez IUCN. W Red Data Book of the Republic of Bulgaria widnieje jako krytycznie zagrożony (CR, Critically Endangered).